# Тимелія-темнодзьоб світлоока
Тиме́лія-темнодзьо́б світлоока (Stachyris poliocephala) — вид горобцеподібних птахів родини тимелієвих (Timaliidae). Мешкає в Південно-Східній Азії.

## Опис
Довжина птаха становить 13–14,5 см. Забарвлення переважно каштаново-коричневе. Голова темно-сіре, горло і груди поцятковані білими плямками. Дзьоб сірувато-чорний, лапи олвково-сірі або світло-коричневі, очі світлі.

## Поширення і екологія
Світлоокі тимелії-темнодзьоби мешкають на Малайському півострові, Суматрі, Калімантані та на островах Лінґґа. Вони живуть у вологих рівнинних тропічних лісах, в бамбукових заростях і на плантаціях. Зустрічаються на висоті до 760 м над рівнем моря на Малайському півострові. на висоті до 900 м над рівнем моря на Суматрі та на висоті до 1220 м над рівнем моря на Калімантані. Живляться безхребетними. Сезон розмноження на Малайському півострові триває з травня по вересень, на Калімантані з квітня по вересень. Гніздо чашоподібне або кулеподібне, розміщується поблизу землі. В кладці 2 білих яйця.